# Zlosyň
Zlosyň település Csehországban, a Mělníki járásban. Zlosyň Úžice, Všestudy, Veltrusy, Vojkovice, Dřínov és Chvatěruby településekkel határos. Lakosainak száma 492 fő (2024. január 1.).

## Népesség
A település lakosságának változását az alábbi diagram mutatja:
| Lakosok száma | 344  | 422  | 490  | 450  | 377  | 326  | 475  | 495  | 480  | 492  |
|               | 1869 | 1890 | 1921 | 1950 | 1980 | 2001 | 2017 | 2019 | 2022 | 2024 |